# Max Abraham
Max Abraham (ur. 26 marca 1875 w Gdańsku, zm. 16 listopada 1922 w Monachium) – niemiecki fizyk.

## Życiorys
Studiował matematykę i fizykę na uniwersytecie w Berlinie pod kierunkiem Maxa Plancka, pisząc w 1897 pracę doktorską. Prowadził badania nad dynamiką elektronów. W 1902 roku sformułował pierwszą hipotezę o strukturze elektronu. Na jej podstawie wyprowadził wzór na zależność masy elektronu od prędkości. W 1900 został mianowany privatdozentem w Getyndze. gdzie pracował do 1909 roku. Następnie przeniósł się do Mediolanu gdzie był profesorem mechaniki racjonalnej na Uniwersytecie w Mediolanie do 1914 roku. Zmuszony do powrotu do Niemiec na początku I wojny światowej, Abraham pracował nad teorią transmisji radiowej. Nie mogąc powrócić do Mediolanu po wojnie, pracował w Stuttgarcie do 1921 roku, zastępując profesora fizyki w Technische Hochschule.